# Paracotis syntropha
Paracotis syntropha är en fjärilsart som beskrevs av Louis Beethoven Prout 1931. Paracotis syntropha ingår i släktet Paracotis och familjen mätare. Inga underarter finns listade i Catalogue of Life.